# Elia Cmíral
Elia David Cmíral (* 1. Oktober 1950 in der Tschechoslowakei) ist ein tschechischer Komponist.

## Leben
Elia David Cmíral wurde als Sohn einer Schauspielerin und Enkel eines Professors der Prager Musikakademie in einem künstlerischen Umfeld voller Literatur, Musik und Schauspiel geboren. Und nachdem er bereits als 11-Jähriger versuchte, seine erste Symphonie zu komponieren, war es sein Stiefvater, der selbst Theaterregisseur war und ihn als 18-Jährigen für seine Theaterinszenierung über den französischen Schriftsteller Cyrano de Bergerac zum ersten Mal als Komponist engagierte. Anschließend studierte er Komposition am Prager Konservatorium, bevor er 1980 nach Schweden auswanderte, wo er ein Jahr lang ein Jahr elektronische Musik am Elektronmusikstudion (EMS) in Stockholm studierte. Von dort aus ging er 1987 in die USA, um am Kompositionsprogramm der University of Southern California teilnehmen zu dürfen. Nachdem er graduierte erhielt er aus Schweden erneut Angebote Filmmusik zu schreiben, weswegen er daraufhin wieder zurückkehrte, allerdings nicht, bevor er innerhalb von 10 Tagen die Filmmusik des Thrillers Apartment Zero schrieb.
Nachdem er in Schweden unter anderem für Flickan vid stenbänken, Rosenholm und Barnens Detektivbyrå komponierte, kehrte er 1993 in die USA zurück, wo er unter anderem mit dem Actionthriller Ronin, bei dem er Jerry Goldsmith als Komponisten ersetzte, seinen bisher größten Erfolg hatte. Es folgten weitere Action-, Horror-, Mysteryfilme und Thriller wie Wrong Turn, Species III, Pulse – Du bist tot, bevor Du stirbst und Piranha 2.
Cmíral ist mit einer Japanerin verheiratet, mit der er eine gemeinsame Tochter hat.

## Filmografie (Auswahl)
- 1988: Apartment Zero
- 1989: Flickan vid stenbänken
- 1991: Barnens Detektivbyrå
- 1991: Rosenholm
- 1993: (Sökarna)
- 1995: Cesta peklem
- 1996: Nash Bridges (Fernsehserie, 8 Folgen)
- 1998: Ronin
- 1999: Der Wunschbaum (The Wishing Tree)
- 1999: Stigmata
- 2000: Battlefield Earth – Kampf um die Erde (Battlefield Earth: A Saga of the Year 3000)
- 2000: Six-Pack – Jäger des Schlächters (Six-Pack)
- 2001: Bones – Der Tod ist erst der Anfang (Bones)
- 2002: Ratten – Sie sind überall! (The Rats)
- 2002: They – Sie Kommen (They)
- 2003: Son of Satan
- 2003: Wrong Turn
- 2004: Species III
- 2005: The Cutter
- 2005: The Mechanik
- 2006: Piraten der Karibik (Blackbeard)
- 2006: Pulse – Du bist tot, bevor Du stirbst (Pulse)
- 2007: Missionary Man
- 2007: The Sitter – Das Kindermädchen (While the Children Sleep)
- 2008: Pulse 2: Afterlife
- 2008: Pulse 3
- 2009: Forget me not – Vergessen ist tödlich (Forget me not)
- 2010: Habermann
- 2010: Lost Boys: The Thirst
- 2011: Die Atlas Trilogie – Wer ist John Galt? (Atlas Shrugged, Part I)
- 2012: Der Übergang (Rites of Passage)
- 2012: Piranha 2 (Piranha 3DD)
- 2014: Atlas Shrugged: Part III
- 2015: Any Day

## Ludografie
- 1997: The Last Express
- 2012: Spec Ops: The Line